# 矢川葵
矢川 葵（やがわ あおい、4月1日 - ）は、日本の女性歌手、アイドル。大阪府出身。
レトロポップユニット・FANCYLABOの元メンバー。講談社主催のミスiD2015でファイナリストに選出され、女性アイドルグループ・Maison book girlの元メンバー。

## 略歴
2014年に専門学校を卒業したあと雑貨屋でアルバイトをしていたが、定職には就きたくて就職活動の一環として受けたミスiD2015でファイナリストとして選出された。実行委員長の小林司から、ekoms代表のサクライケンタが新しいアイドルグループのメンバーを募集しているとの連絡を受けてサクライケンタと大阪のカフェで出会ったことがデビューのきっかけとなった。
2021年5月30日に舞浜アンフィシアターで開催されたMaison book girlのワンマンライブ「Solitude HOTEL」にてグループとしての活動は終了したが、同年9月2日に自身のTwitterアカウントで音楽活動を再開することを発表した。
2022年に1st E.P.『See the Light』を発表。同年7月29日、フジロックフェスティバル'22にNight Tempoのゲストとして出演、オリジナル曲3曲を披露した。
2023年にNight Tempoと市川美織とともに、レトロポップユニット・FANCYLABOとしてデビュー。
2025年2月にアイドル活動を終えることを発表、2025年4月に活動終了前最後のライブを実施した。

## 人物・エピソード
- 「孤高の少女」に憧れがあり、ひとりでステージに立ち輝くソロアイドルがとても好きで惹かれている。その中でも特に好きなのは松浦亜弥と松田聖子[13]。
- 2018年8月からコショージメグミの影響で、話を聞いたり、いろんな映像を観て曲を聴いているうちに、意識なく気がついたら、工藤遥が大好きだった[14]。

## 作品

### シングル

#### 配信限定
| 1st | 2017年10月10日 | ON THE LINE |

### アルバム

#### EP
|      | 発売日        | タイトル      | 規格 | 規格品番 |      |
| anon | anon          | anon          | anon | anon     | anon |
| ---- | ------------- | ------------- | ---- | -------- | ---- |
| 1st  | 2022年3月23日 | See the Light | CD   | ANCP-1   |      |

### 参加楽曲
| 発売日        | 商品名                                            | 歌     | 楽曲                                                  | 備考               |
| ------------- | ------------------------------------------------- | ------ | ----------------------------------------------------- | ------------------ |
| 2016年9月7日  | あいなきせかい                                    | カフカ | 「City Boy City Girl」                                | コーラスとして参加 |
| 2016年12月8日 | City Boy City Girl feat.矢川葵 (Maison book girl) | カフカ | 「City Boy City Girl feat.矢川葵 (Maison book girl)」 | ボーカルとして参加 |

## ライブ・イベント

### 2014年
- 11月16日、ミスiDカフェ Vol.2 ランチの部に出演。
- 11月24日、Maison book girlとしての初ライブを六本木ブルーシアターにて披露[16]。
- 12月27日、Maison book girlとしてミスiDフェスに出演。会場は新宿ReNY[17]。

### 2016年
- 4月1日、阿佐ヶ谷LOFTにて、2016年4月1日(金) 24:30から矢川葵生誕イベント「0401」が開催(SOLD OUT)された[18]。
- 8月、監督・脚本を映像作家の鈴木健太、音楽をラブリーサマーちゃんが手掛けた映画『TOKYO INTERNET LOVE』に出演・上映[19]。
- 8月30日、Maison book girlとして徳間ジャパンコミュニケーションズからメジャーデビューすることを発表[20]。
- 9月7日、カフカの『あいなきせかい』収録曲「City Boy City Girl」にコーラスとして参加[21]。
- 12月6日、カフカツアーファイナル@恵比寿LIQUIDROOMにゲスト出演[22]。
- 12月8日、カフカの配信シングル「City Boy City Girl」にフィーチャリング・アーティストとして参加[23]。PVは11月28日に公開。

### 2017年
- 5月5日、Loft PlusOne Westにて、矢川葵の生誕企画～矢川葵生誕’17 大阪ただいま～が開催(SOLD OUT)された[24]。
- 8月、『TOKYO INTERNET LOVE』の再編集版が『TIL』としてshibuya gallery “Arc”にて上映[25]。
- 10月10日、楽曲「ON THE LINE」をMaltine Recordsより配信リリース[26]。
- 12月3日、「Maltine Seed Stage 03」にTomggg + 矢川葵としてゲスト出演[27]。

### 2018年
- 4月2日、ポメラニアンもちのデザインによる2018生誕祭タオルが発売された[28]。
- 4月2日、東京・LOFT9 Shibuyaにて、矢川葵の生誕企画「矢川葵のお誕生日だぽめ！」が開催(SOLD OUT)された[29]。

### 2019年
- 4月1日、青山月見ル君想フにて、矢川葵の生誕企画「お誕生日だぽめ！’19」が開催(SOLD OUT)された[30]。

### 2020年
- 2月12日、原宿のBackstageCafe'にて公開生放送されているインターネットラジオステーション「Backstage Café (BSCラジオ)」にて、コショージメグミ「GIRLS A GOGO #ガルゴー」の初回ゲストとして出演。
- 3月18日、カメラマン青山裕企による ウェブサイト 「髪は短し 恋せよ乙女」のグラビア撮影が行われたことを告知。
- 3月31日、カメラマン青山裕企が、ショートヘアの女性だけをひたすら撮り続ける「髪は短し 恋せよ乙女」に登場することが告知された。cakesにて「本日のショートヘア」と題し、 3月30日から4月17日まで平日の毎日更新された[31]。(有料コンテンツ)
- 4月1日、髪は短し 恋せよ乙女｜Short Hair Fan Clubでも、4月01日から4月30日まで毎日画像が投稿された[32]。
- 4月1日、矢川葵がデザインしたブックちゃんをモチーフとしたLINEスタンプが発売された。
- 7月27日、日本初の本格的音楽専門インターネットラジオステーション「Backstage Café (BSCラジオ)」にて、矢川葵が毎月第1&第3木曜日”LIKE SONG”のパーソナリティーを担当することが告知された。矢川葵が敬愛する80年代〜00年代のアイドルやポップスソングを紹介。初回は8月6日(木)19:00から放送。
- 10月1日、10月11日に「矢川葵 お誕生会2020リベンジ！」が開催されることが告知された。
- 10月3日、KKBOXにて、「矢川葵(Maison book girl）が語る 松田聖子の魅力とアイドルポップス論」webインタビュー記事が公開[33]。
- 10月11日、「矢川葵 お誕生会2020リベンジ！」が無観客配信で開催された。
- 10月27日、アーバンギャルドが11月25日に発売するニューアルバム『アバンデミック』からの先行配信曲として公開された「神ングアウト」のミュージックビデオに出演[34]。アーバンギャルドのミュージックビデオに出演するのは2015年12月の「平成死亡遊戯」以来二度目。
- 11月14日、写真家 青山裕企の写真展「髪は短し 恋せよ乙女」が東京・原宿（FUJIFILM WONDER PHOTO SHOP）にて11月14日(土) - 25日(水)の期間開催された[35][36]。
- 12月3日、新モバイルサービスahamoのプロモーション映像に登場[37]。
- 12月9日、2020年マンガBEST5が公開された。青野くんに触りたいから死にたい／カードキャプターさくら クリアカード編／うさぎは正義／違国日記／女の園の星[38]。

### 2021年
- 1月1日、『あおいちゃん通信 矢川からの年賀状』セブンプリントでプリント開始。
- 1月27日、音楽ナタリーのマイベストトラック2020 女性アイドル / グループ編で矢川葵が選んだ2020年の3曲を紹介[39]。
- 2月14日、『あおいちゃん通信2月号』セブンプリントでプリント開始。
- 2月18日、日本初の本格的音楽専門インターネットラジオステーション「Backstage Café (BSCラジオ)」にて、映画　あの頃。の原作者である劔樹人をゲストに映画公開直前スペシャルとして放送。
- 3月17日、『あおいちゃん通信3月号』セブンプリントでプリント開始。
- 3月30日、写真家 青山裕企による 写真集、『髪は短し 恋せよ乙女』の発売が告知された。この写真集は「髪は短し 恋せよ乙女｜Short Hair Fan Club」のホームページで連載されているもの。矢川葵は2020年3月から4月に掲載された。写真集に掲載されたモデルは、宮﨑優／青木眞歩／沢村りさ／竹内詩乃／矢川葵／葉月つばさ／来栖うさこ／和田あずさ／五味未知子／室井ゆう／真綾／早乙女ゆう　の12名。
- 4月2日、工藤遥がSolitude HOTEL 9Fを鑑賞し、「紛れもなく芸術」というコメントを残した。
- 4月6日、『あおいちゃん通信4月号』セブンプリントでプリント開始。
- 5月22日、『あおいちゃん通信5月号』セブンプリントでプリント開始。
- 5月30日、千葉・舞浜アンフィシアターで行われたワンマンライブ『Solitude HOTEL』にてMaison book girlの活動が終了した[40]。
- 7月15日、出演
- したキミノオルフェ「パパラチア」のティザー映像が公開[41]。
- 8月18日、キミノオルフェ「パパラチア」のミュージックビデオに出演[42]。
- 9月2日、自身のTwitterアカウントで音楽活動を再開する予定であることを発表した[43]。
- 9月14日、自身のTwitterアカウントで矢川葵名義のYouTubeチャンネルを開設したことを発表した。
- 9月17日、0時よりMotionGalleryにてクラウドファンディングをスタート。矢川葵が幼い頃から大好きだった「昭和歌謡」を現代に歌い継ぐソロアイドルになるため、再出発するプロジェクト。
- 9月17日、0時に発表されたクラウドファンディングの目標額を午前中までに達成した。
- 9月17日、矢川葵公式YouTubeチャンネルにて20時より矢川葵クラウドファンディングプロジェクトを説明するためにYouTubeで生配信を予定していたが配信前に目標額を達成したため急遽お祝いのケーキが準備された[44]。生配信ではクラウドファンディングのリターンの説明が行われ、ハッシュタグ #矢川葵にリクエスト を使って矢川葵に行ってほしい活動を募集した[45]。
- 9月17日、矢川葵スタッフアカウントの開設が告知された。
- 9月24日、矢川葵公式YouTubeチャンネルにて20時から生配信された。

### 2025年
- 2月27日、トークイベント「#401の5」を東京・下北沢440で開催。[46]
- 4月4日、活動終了前最後のライブイベント「Little Diamond Journey」を東京・シアターマーキュリー新宿で開催。[47]

## 出演

### 映画
- TOKYO INTERNET LOVE（2016年5月、監督：鈴木健太）リエ役[48]
  - TIL（2017年8月、監督：スズキケンタ）リエ役　※TOKYO INTERNET LOVE再編集版[49]

### ラジオ
- 日本初の本格的音楽専門インターネットラジオステーション「Backstage Café (BSCラジオ)」にて、毎月第1&第3木曜日”LIKE SONG”のパーソナリティーを担当(2020年08月 - 2021年2月)。

### ミュージックビデオ
- アーバンギャルド - 「平成死亡遊戯」 (2015年12月2日公開) に出演[50]
- カフカ - 「City Boy City Girl feat.矢川葵(Maison book girl)」 (2016年11月28日公開) に出演、ボーカル[51]
- 大森靖子 - 「サイレントマジョリティー」(2017年8月30日公開) に出演[52]
- ナオト・インティライミ - 「Start To Rain」(2018年9月26日公開) に出演[53]
- アーバンギャルド - 「神ングアウト」 (2020年10月27日公開) に出演[54]
- キミノオルフェ - 「パパラチア」（2021年8月18日公開）に出演[55]

### CM
- 「『ダメ。ゼッタイ。』普及運動」（2018年6月、公益財団法人麻薬・覚せい剤乱用防止センター）[56]
- YouTubeの新潟県公式チャンネル【新潟空港PR動画】「新潟へ帰ろう」に出演 (2018年11月)[57]

### 雑誌
- 2015年12月22日に発売された雑誌、「Zipper 2016 WINTER No.263」にメイクモデルとして掲載。